# Aldo Ray
Aldo Ray (született Aldo Da Re; Pen Argyl, Pennsylvania, 1926. szeptember 25. – Martinez, Kalifornia, 1991. március 27.) amerikai színész.

## Élete
Aldo Ray olasz-amerikai ötgyermekes családban született. 1944 és 1946 között az amerikai haditengerészetnél szolgált harci úszóként, és részt vett az 1945-ös okinavai csatában is. Ezután politológiát tanult a Kaliforniai Egyetemen, Berkeleyben, majd rendőri pályára kívánt menni. Ám amikor egy nap elvitte egyik fivérét egy filmcastingra, David Miller rendező őt fedezte fel, mivel Ray szokatlanul rekedtes hangja érdekelte. Mellékszerepet adott neki futballistaként a Szombati hős című filmben Donna Reed és John Derek mellett.
Ray első főszerepét és nagy áttörését 1952-ben érte el George Cukor Happy End ... és mi történik ezután? című vígjátékában Judy Holliday-jel válni vágyó párt alakítva. Ugyanebben az évben, ismét Cukor rendezésében, bokszolót alakított a Pat és Mike című vígjátékban Spencer Tracy és Katharine Hepburn oldalán, és szerepéért Golden Globe-díj-jelölést kapott a legjobb fiatal színész kategóriában. Legnagyobb sikereit az 1950-es években érte el kemény, mégis szerethető srácok megformálásával. Gyakran játszott mindenféle tisztet, például a  Purgatóriumban (1953) Rita Hayworth oldalán, illetve Raoul Walsh rendezésében a Leave to Wake (1955) és a Meztelenek és holtak (1958) című háborús filmekben. 1955-ben Humphrey Bogart és Peter Ustinov mellett szökött rabként szerepelt a Nem vagyunk angyalok című „fekete” vígjátékban.
Miután fő támogatója, a Columbia Pictures főnöke, Harry Cohn 1958-ban elhunyt, a Columbia nem hosszabbította meg szerződését Ray-jel. Szerepeivel ő is elégedetlen volt, ami gyakran már csak katonák ábrázolására szorítkozott. Inkább az európai filmek felé fordult, és szerepelt például Az évszázad bankrablása című angol krimiben (1959) és A tenger három testőre (1961) című olasz kalandfilmben. Hollywoodban azonban már alig volt rá kereslet. Legfontosabb filmszerepe az 1960-as években, valószínűleg A zöldsapkások (1968) című háborús filmben játszotta John Wayne-t. Anyagi gondjai miatt pályafutása vége felé másod- vagy harmadrangú produkciókban kellett részt vennie. Néhány évig alkoholproblémákkal is küzdött. 1979-ben kisebb botrányt kavart, amikor szexjelenetek nélkül vállalt szerepet a Sweet Savage című pornófilmben. Utolsó fellépése az 1991-es B-filmben a Shock 'Em Deadben volt Traci Lordsszal szemben.

## Magánélete
Ray háromszor volt házas és elvált: Johanna Ray (1960–1967), Jeff Donnell (1954–1956) és Shirley Green (1947–1953). Fia Eric Da Re többek között a Twin Peaks sorozatban feltűnt Johanna Ray-vel kötött házasságából származik.
1991 márciusában 64 évesen, gégerákban halt meg.

## Filmográfia (válogatás)
- 1951: Saturday’s Hero
  - The Barefoot Mailman
- 1952: The Marrying Kind
  - Pat and Mike
- 1953: Let’s Do it Again
  - Miss Sadie Thompson
- 1955: Three Stripes in the Sun
  - Battle Cry
  - Nem vagyunk angyalok
- 1956: Men in War
- 1957: Nightfall
- 1958: The Naked and the Dead
  - God’s Little Acre
- 1959: The Day They Robbed the Bank of England
  - The Siege of Pinchgut
- 1960: Johnny Nobody
- 1961: I moschettieri del mare
- 1963: Nightmare in the Sun
- 1964: Sylvia
  - Bonanza (tevésorozat, Ein Ehemann auf der Flucht epizód)
- 1966: Dead Heat on a Merry-Go-Round
  - What Did You Do in the War, Daddy?
- 1967: Welcome to Hard Times
  - Kill a Dragon
  - Riot on Sunset Strip
- 1968: The Green Berets
  - The Power
  - Comando suicida
- 1969: Angel Unchained
  - Deadlock
- 1972: La Course du lièvre à travers les champs
- 1974: The Dynamite Brothers
  - The Centerfold Girls
- 1975: Gone With the West
  - Inside Out
  - Psychic Killer
  - Seven Alone
- 1976: The Man Who Would not Die
  - Haunted
  - Won Ton Ton, the Dog Who Saved Hollywood
- 1978: The Great Skycopter Rescue
  - Bog
- 1979: Death Dimension
- 1980: Human Experiments
- 1981: Don’t Go Near the Park
- 1984: Biohazard
- 1986: Mongrel
  - Terror on Alcatraz
- 1987: The Sicilian
  - Hollywood Cop
  - Star Slammer
  - Pop’s Oasis
- 1989: The Shooters
  - Crime of Crimes
- 1991: Shock ’em Dead

## Fordítás
- Ez a szócikk részben vagy egészben  az   Aldo Ray című német Wikipédia-szócikk ezen változatának fordításán alapul.  Az eredeti cikk szerkesztőit annak laptörténete sorolja fel. Ez a jelzés csupán a megfogalmazás eredetét és a szerzői jogokat jelzi, nem szolgál a cikkben szereplő információk forrásmegjelöléseként.